# Achnatonův Hymnus na slunce

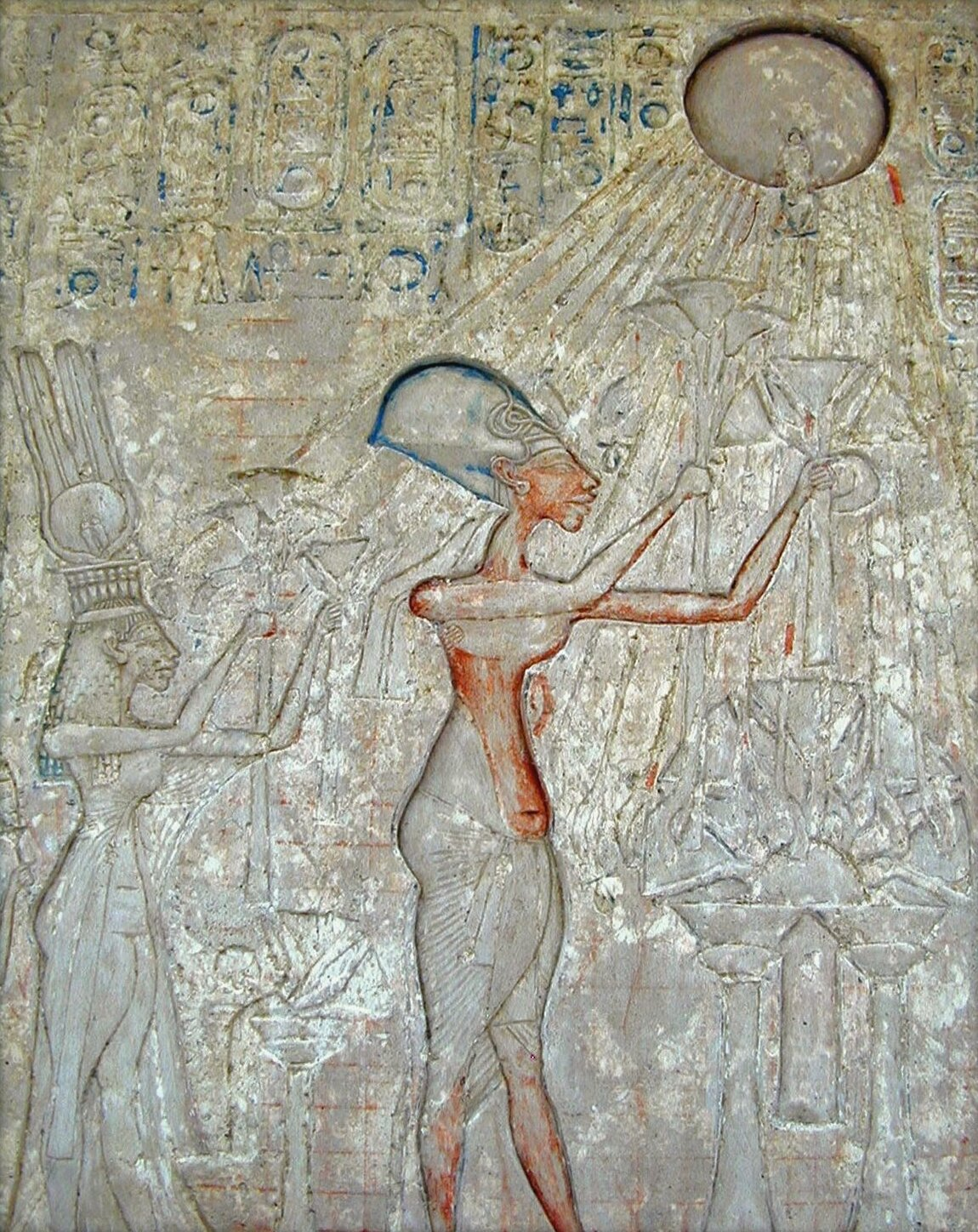
Achnaton a jeho rodina při liturgii na počest Atona

Achnatonův Hymnus na Slunce, Hymnus Achnatonův či jen Hymnus na slunce je oslavná báseň, dílo egyptského faraona Amenhotepa IV. – Achnatona, který vládl ve 14. století př. n. l. Bylo nalezeno v hrobce faraona Aje II., který byl za jeho vlády vezírem a snad i jeho tchánem.
Jedná se o chvalozpěv (hymnus) k oslavě Slunce jako zdroje života a dobra, Báseň je jedním z nejstarších dokladů monoteismu, užívá apostrofy i básnický patos.
Český překlad je obsažen pod názvem Chvalozpěv Achuenatonův na Slunce v knize Františka Lexy Náboženská literatura staroegyptská II (Kladno: J. Šnajdr, 1921, s. 288–291), pod názvem Achnatonův chvalozpěv na Slunce pak v knize Břetislava Vachaly Milostné písně starého Egypta (Praha 2003, str. 82–88).